# Leopoldo de Luis
Leopoldo Urrutia de Luis, más conocido como Leopoldo de Luis, (Córdoba, 11 de mayo de 1918-Madrid, 20 de noviembre de 2005) fue un poeta y crítico español.

## Biografía
Nació en Córdoba el 11 de mayo de 1918. Hijo de Alejandro Urrutia Cabezón (un cordobés nacido en La Coruña, abogado e intelectual del grupo modernista, poeta, republicano y amigo entre otros de Julio Romero de Torres) y de Vicenta Luis Cea, con cuyo apellido firmó su poesía tras la Guerra Civil por ser Urrutia un apellido no grato para los sublevados vencedores. Al año de nacer, su familia se trasladó a Valladolid, donde el futuro poeta vivió hasta los 17 años, cuando marchó a Madrid para acabar el bachillerato en el Liceo Francés, viviendo en la sección de menores de la Residencia de Estudiantes. La ruina familiar lo obligó a trabajar, mientras empezaba unos nunca concluidos estudios de letras, en un puesto burocrático de la empresa privada.
Fue padre del también poeta, profesor y ensayista Jorge Urrutia y tío de la traductora María Teresa Gallego Urrutia. Su padre tuvo un hijo ilegítimo, el escritor Francisco Umbral.

## Trayectoria
Al estallar la Guerra Civil, se alistó en el Batallón Pasionaria del Quinto Regimiento del ejército republicano y profundizó su amistad con Miguel Hernández, a quien había conocido ya en 1935, así como a Germán Bleiberg, a Rafael Múgica (luego Gabriel Celaya) y a otros. También trató a León Felipe. En 1937 colaboró en Nuestra Bandera de Alicante y en La Hoja del Lunes de Madrid, y publicó un pequeño libro que antologaba poemas suyos de guerra junto a algunos de Miguel Hernández y de otro poeta combatiente, Gabriel Baldrich. En 1938 apareció el libro Romance siempre con su nombre real, Leopoldo Urrutia. Sin embargo, debe considerarse su primer libro la obra titulada Alba del hijo, editada en 1946 con el apellido materno (Luis), que adoptó para evitar represalias de los vencedores. Terminada la guerra como capitán del estado mayor del general Escobar, en el frente de Extremadura, pasó por la cautividad en la posguerra (plaza de toros de Ciudad Real y penal de Ocaña), así como por los batallones de trabajadores del Franquismo en el Campo de Gibraltar; así estuvo entre 1939 y 1940, en que fue liberado. 
Recuperado su trabajo en una compañía de seguros, de la que al fin de su vida laboral llegó a ser director, comenzó a publicar poemas en revistas como Garcilaso y Espadaña, pero también en Cántico de Córdoba. La mayoría de las revistas poéticas de la época y otras más amplias como Papeles de son Armadans o Revista de Occidente acogieron sus colaboraciones asiduas. Por entonces consolidó su larga amistad de cuarenta años con Vicente Aleixandre. Como crítico fue asiduo especialmente de las revistas Ínsula y Poesía Española de Madrid, además de las ya citadas. Escribió más de treinta libros de poesía, entre los que destacan especialmente Teatro real (1957) y su muy galardonado Igual que guantes grises (1979), que obtuvo el Premio Nacional de Literatura; el diario El País entendió que premiar a de Luis en poesía y a Fernández Santos, en novela, significaba ya que el cambio político había llegado a la cultura ese año. Su poesía, siempre influida por el existencialismo, fue haciéndose cada vez más filosófica hasta su último libro, Cuaderno de San Bernardo, que toma su nombre de la calle madrileña donde estaba situado el sanatorio en el que murió su mujer.
También es autor de biografías, como las dedicadas a Antonio Machado y su gran amigo Vicente Aleixandre, y distintos estudios críticos sobre Miguel Hernández o autores de la Generación del 98, la Generación del 27, la Generación del 36 y sus coetáneos. Fue muy importante su antología de la poesía social española contemporánea. 
Está considerado como uno de los principales representantes de la poesía de la postguerra española. En febrero de 1988 recibió un homenaje de sus amigos, por sus 40 años de labor literaria. En el año 2004 fue nombrado Hijo Predilecto de Andalucía y se le concedió la Medalla de Oro de Córdoba, su ciudad natal, después de obtener el Premio Nacional de las Letras Españolas y otros reconocimientos a la totalidad de su obra, como la medalla de oro del Círculo de Bellas Artes, de Madrid. Murió el 20 de noviembre de 2005. El Ayuntamiento de Madrid, para recordarlo, puso una placa en la fachada de la casa donde vivió (en la calle Pamplona), dio su nombre a una plaza próxima y le dedicó un pequeño monumento en los jardines de la biblioteca Vázquez Montalbán. Su biblioteca constituye hoy el "Fondo Leopoldo de Luis" de la biblioteca de Humanidades de la Universidad Carlos III de Madrid (campus de Getafe). El Instituto Cervantes le dedicó una exposición en su sede central al año 2018.
Empezó escribiendo una poesía de la condición humana, de fuerte contenido existencialista (leyó profundamente a Jean Paul Sartre y a Albert Camus) y social; a lo largo de su obra se fue afirmando una aguda conciencia del tiempo y la muerte y una posición esencialmente humanista.
El barrio de Tetuán de Madrid celebra en su honor el Certamen literario "Leopoldo de Luis" desde 2009.

## Obra

### Poesía
- Alba del hijo, M., Mensajes, 1946.
- Huésped de un tiempo sombrío, San Sebastián, Norte, 1948.
- Los imposibles pájaros, M., Col. Adonais, 1949.
- Los horizontes, Las Palmas de Gran Canaria, Planas de poesía, 1951.
- Elegía en otoño, M., Nebli, 1952.
- El árbol y otros poemas, Santander, Tito hombre, 1954.
- El padre, Melilla, Mirto y laurel, 1954.
- El extraño, Madrid: Ágora, 1955.
- Teatro real, M., Col. Adonais, 1957.
- Juego limpio, M., Taurus, 1961.
- La luz a nuestro lado, B., Col. El Bardo, 1964.
- Aquella primavera, Málaga, Librería Anticuaria El Guadalhorce, 1967.
- Poesía (1946-1968), B., Plaza y Janés, 1968.
- Con los cinco sentidos, Zaragoza, Javalambre, 1970.
- De aquí no se va nadie, Valencia, Ayuntamiento de Gandía, 1971 (Premio Ausias March).
- Poesía (1946-1974), B., Plaza y Janés, 1975.
- Igual que guantes grises, Sevilla, Ángaro, 1979 (Premio Nacional de Literatura).
- Entre cañones me miro, M., Ayuntamiento, 1981 (Premio Francisco de Quevedo).
- Una muchacha mueve la cortina, Rota, Fundac. Ruiz-Mateos, 1983.
- Del temor y de la miseria, M., Orígenes, 1985.
- Viaje a la casa cerrada, Málaga, Librería Anticuaria El Guadalhorce, 1987 (edición no venal).
- La sencillez de las fábulas, Guadalajara, Diputación, 1989.
- Los caminos cortados. Antología. Barcelona: Plaza y Janés, 1989.
- Reformatorio de adultos, M., Torremozas, 1990.
- Aquí se está llamando Huelva: Diputación Provincial, 1992.
- Despedida de San Roque, San Roque: Ayuntamiento, 1994.
- El viejo llamador Málaga: Rafael Inglada, 1996.
- O poesía de Posguerra (1997)
- En las ruinas del cielo de los dioses. Antología 1946-1998, Madrid: Hiperión, 1998.
- Generación del 98, Madrid, 2000. I Premio de Poesía Pablo Menassa de Lucía. Editorial Grupo Cero (1999).
- Elegía con rosas en Bavaria y otros poemas, Almería, 2000.
- El portarretratos Córdoba: Cajasur, 2000.
- Cuaderno de San Bernardo Madrid: Ediciones Vitruvio, 2003, premio Paul Beckett de poesía.
- Obra poética (1946-2003), Madrid: Visor, 2003.
- En resumen. Antología poética (1946-2005), Sevilla: Fundación José Manuel Lara (col. Vandalia), 2007.
- Respirar por la herida (póstumo), Valladolid, Fundación Jorge Guillén, 2012.
- Libre voz. Antología poética (1941-2005), edición de Sergio Arlandis, Madrid, Cátedra, Colección Letras Hispánicas, 2019.

### Crítica
- Antonio Machado, ejemplo y lección. Madrid: Fundación Banco Exterior, 1988. [ISBN 84-86884-52-7]
- Aproximaciones a la obra de Miguel Hernández. Madrid: Libertarias-Prodhufi, 1994. [ISBN 84-7954-407-4]
- Aproximaciones a la vida y la obra de León Felipe. Madrid: Instituto de España, 1984. [ISBN 84-85559-36-3]
- Carmen Conde. Madrid: Ministerio de Cultura, Dirección General de Promoción del Libro y la Cinematografía, 1982.
- Gonzalo Morenas de Tejada. Un modernista olvidado: 1890-1928. Madrid: Asociación de Escritores y Artistas Españoles, 1986. [ISBN 84-398-7114-7]
- La poesía aprendida: poetas españoles contemporáneos. Valencia : Bello, 1975. [ISBN 84-212-0075-5]
- Los pájaros en Aleixandre. Huelva: Diputación Provincial de Huelva, 1993. [ISBN 84-86842-91-3]
- Poesía española religiosa contemporánea. Madrid: Alfaguara / Santillana, 1969
- Poesía social española contemporánea, antología (1939-1968). Madrid: Biblioteca Nueva, 2000. [ISBN 84-7030-803-3]
- Una muchacha mueve la cortina. Rota: Fundación Alcalde Zoilo Ruiz-Mateos, 1983. [ISBN 84-300-9557-8]
- Vida y obra de Vicente Aleixandre. Pozuelo de Alarcón: Espasa-Calpe, 1978. [ISBN 84-239-2031-3]

## Premios
- Premio Nacional de las Letras Españolas (2003)
- Premio Nacional de Poesía, por Igual que guantes grises (1979)
- Premio Francisco de Quevedo del Ayuntamiento de Madrid (1979) por Entre cañones me miro
- Premio Ausias March (1968) por De aquí no se va nadie
- Premio Pablo Menassa de Lucía (1999) por Generación del 98
- Premio Pedro Salinas del Ateneo Español de México (1952)
- Premio Internacional de Poesía Miguel Hernández
- Medalla de Oro del Círculo de Bellas Artes
- Medalla de Oro de la ciudad de Córdoba
- Premio "León Felipe" a los valores humanos